# Max Kläger

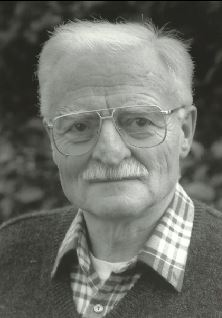
Max Kläger (2015)

Max Kläger (* 11. April 1925 in Stuttgart; † 13. Februar 2016) war ein deutscher Kunstpädagoge und Künstler.

## Leben
Max Kläger wuchs in Kärnten in Österreich auf und lebte ab 1939 in München, wo er 1943 am Wittelsbacher-Gymnasium das Abitur machte. Seine künstlerische Ausbildung erhielt er ab 1943 an der Akademie der Bildenden Künste München (u. a. bei Adolf Schinnerer) und 1950/51 als Stipendiat an der Kunstabteilung der University of Minnesota in Minneapolis, wo er auch als Assistent tätig war. Von 1946 bis 1949 studierte er Kunsterziehung und Englisch an der Ludwig-Maximilians-Universität München und unterrichtete anschließend als Lehrer an bayerischen Gymnasien. 1956 wurde Max Kläger an der University of Minnesota  mit einer vergleichenden Studie zur Ausbildung von Kunstpädagogen an Höheren Schulen in Deutschland und den USA (A Comparative Study of the Preparation of Art Teachers for American and German Secondary Schools) promoviert. In den 1960er Jahren nahm er verschiedene Lehraufträge an der Pädagogischen Hochschule München an, später war er als Seminarleiter für die Ausbildung von Referendaren verantwortlich.
1971 wurde Kläger zum Professor für Kunstpädagogik an der Pädagogischen Hochschule in Heidelberg berufen, wo er bis zu seiner Emeritierung 1990 tätig war.
Seine Forschungsschwerpunkte waren die Psychologie und Phänomenologie der Kinderzeichnung sowie die Kunst geistig behinderter Menschen. Er setzte sich bereits in den 1970er Jahren für eine neue, weitreichende Bildbedeutung von Werken geistig Behinderter als „vor-logische“ Art der Selbstäußerung ein, deren bildnerische Qualität von der Wissenschaft lange Zeit unbeachtet geblieben war.
Max Kläger publizierte als einer von wenigen deutschen Kunstpädagogen zweisprachig (deutsch/englisch). Er war regelmäßig vortragender Teilnehmer an internationalen Tagungen und Kongressen (u. a. in Prag, Budapest, Wien, Coventry, Helsinki, New York). Kläger war seit 1966 Mitglied der International Society for Education through Art (InSEA) und fungierte von 1969 bis 1972 als „World Council Member“ der Organisation.
Max Kläger wurde Vater eines Sohnes und einer Tochter. Er lebte in Osnabrück.

## Wirken

### Künstlerisches Werk
Max Kläger war neben seiner wissenschaftlichen Karriere auch künstlerisch tätig. Sein Interesse lag hier in der Druckgrafik und Typografie. Kläger fertigte u. a. Reliefradierungen an, die wie ein Holzschnitt im Hochdruckverfahren gedruckt wurden. Diesen Reliefradierungen stellte er das von derselben Platte im normalen Tiefdruck hergestellte Blatt gegenüber. Seine Ätzradierungen und Kaltnadelradierungen beschäftigten sich thematisch mit unterschiedlichen Motivkreisen. Wiederkehrende Motive sind das Mandala, Themen aus der Natur wie z. B. der Baum und seine Symbolik, Fische, Vögel, Hände, ebenso typographische Elemente und verschiedene Buchstabendenkmäler. Auch historische Themen interessierten Kläger, zum Teil verarbeitete er hier auch eigene Kriegserfahrungen. Seine Kolomea-Serie (1974–1985) behandelte die Geschichte junger galizischer Männer in Kärnten um 1915.
Max Kläger war Ehrenmitglied des seit 1891 bestehenden Vereins für Original-Radierung München. Seine Arbeiten wurden in nationalen und internationalen Ausstellungen gezeigt, u. a. als Einzelpräsentation an der Stanford University, der University of Minnesota, der N.S.A. Gallery in Durban (Südafrika) sowie in Heidelberg, München und im österreichischen Klagenfurt. Seine Werke sind vertreten in privaten wie öffentlichen Sammlungen in Europa und den USA.
Kläger gestaltete als Grafiker Siebdrucke, Plakate, Kalligrafien und Infoblätter und war außerdem verantwortlich für das Design und die Herstellung „phantasiefördernder“ Malhefte für Kinder. Diese Neuen Malbücher erschienen erstmals 1971 und wurden in kleinen Auflagen in Zusammenarbeit mit Faber-Castell herausgegeben. Statt der herkömmlichen „Anmalhefte“ haben Klägers Malbücher das Ziel, durch ästhetische Anschauungsreize die Gestaltungskraft von Kindern abseits konventioneller Klischees zu fördern.

### Forschungsgebiete und wissenschaftliches Werk
Während seiner frühen Forschungstätigkeit beschäftigte sich Kläger zunächst mit der Typografie als einem wichtigen Teil der ästhetischen Erziehung. Klägers erstes monografisches Werk Schrift und Typographie im Unterricht (1969) setzte sich mit den kunstpädagogischen Möglichkeiten im Umgang mit Typographie auseinander und plädierte für eine Erweiterung der traditionellen Vorstellung von Schrift im Unterricht.
Im Rahmen der wissenschaftlichen Beschäftigung mit den bildnerischen Äußerungen von Kindern sprach sich Kläger für eine Ausweitung des traditionell eng gefassten Begriffs „Kinderzeichnung“ zur umfassenderen Bezeichnung „Kinderkunst“ aus. Er belegte mit Erkenntnissen aus der Gehirnforschung, der Ethnologie und der Psychiatrie, wie sich ein archaisch geprägtes bildnerisches Denken in den verschiedenen Ausformungen der Kinderkunst manifestiert.
1974 entdeckte Kläger während eines Werkstatt-Besuchs in Kanada eher zufällig die Zeichnungen und Wandteppiche der mit Down-Syndrom lebenden Jane Francis Cameron, die den Anstoß für seine jahrzehntelange intensive Auseinandersetzung mit der Kunst intellektuell eingeschränkter Menschen gaben. Eine indirekte erste Begegnung mit der sogenannten „Außenseiterkunst“ gab es bereits 1951, als Kläger als Stipendiat an der Universität von Minnesota eine der ersten kunsttherapeutischen Abteilungen überhaupt, die Psychiatrische Anstalt Anoka bei Minneapolis, besuchte.
Max Klägers Erforschung der Kunst von Behinderten basierte nicht nur auf dem sonderpädagogischen Ansatz, sondern betonte erstmals auch eine künstlerisch-kunstpsychologische Betrachtungsweise. „Die Kunstwerke sog. geistig Behinderter geben Aufschlüsse über künstlerisches Tun, über künstlerisches Denken. Gerade weil diese Menschen intellektuelle Schwächen aufweisen, kommen bestimmte Aspekte des bildnerischen Denkens noch deutlicher heraus und können damit besser erforscht werden als bei Menschen, die keine Behinderung haben.“
In diesem Zusammenhang warnte Kläger ausdrücklich vor der „Therapiefalle“, wenn es darum gehe, die bildnerischen Werke von Personen mit geistigen Behinderungen zu beurteilen.
So betonte er die Wichtigkeit der Unterscheidung der Bildnerei psychisch Kranker (der Heinz Prinzhorn mit seinem Werk Bildnerei der Geisteskranken (1923) zu einer breiten Akzeptanz verholfen hat) von der künstlerischen Tätigkeit geistig Behinderter, die nicht als Patienten innerhalb einer psychiatrischen Therapie bildnerisch tätig sind. Damit lenkte er den Fokus auf eine Gruppe von Menschen, deren hohe bildnerischen Qualitäten und Fähigkeiten von der wissenschaftlichen Forschung durch den sehr starken kunsttherapeutischen Bezug bis dahin weitgehend unbeachtet bzw. durch eine nicht korrekte Gruppenzuordnung einseitig betrachtet worden waren.
Max Kläger entwickelte zur Erfassung der typischen Gestaltungsphänomene von Werken intellektuell behinderter Menschen spezifische Begrifflichkeiten, die den Vergleich und die Analyse der Werke untereinander sowie von künstlerischen Äußerungen anderer Gruppen ermöglichen. In diesem Zusammenhang bezog sich Kläger auch auf die Forschungsergebnisse des Kunst- und Gestaltpsychologen Rudolf Arnheim.
Neben seinem wegweisenden monografischen Werk über die bildnerischen und sprachlichen Arbeiten von Jane Francis Cameron (1978) hat Kläger weitere monografische Langzeitstudien über künstlerisch tätige, geistig behinderte Menschen veröffentlicht und sich mit den unterschiedlichen Organisationsformen und Zielvorstellungen von Kunstwerkstätten in Süddeutschland und Österreich auseinandergesetzt. Seit 1980 begleitete Kläger in wissenschaftlichen Dokumentationen den Werdegang der Kunstwerkstatt der Evangelischen Stiftung de La Tour in Treffen bei Villach/Kärnten (Österreich), eines der ältesten Ateliers, in denen Menschen mit Behinderung als professionelle Künstler tätig sind. Die Veröffentlichung seiner zwei monografischen Langzeitstudien, die sich mit dem Werk der mit Down-Syndrom lebenden Künstler Willibald Lassenberger (1992) und Christoph Eder (2002) auseinandersetzen, trugen wesentlich zur Bekanntheit der Kunstwerkstatt bei, deren Ausstellungs- und Publikationstätigkeit heute auch international anerkannt ist.
Im Rahmen seiner Studie über Willibald Lassenberger (1992) deckte Kläger u. a. auf, dass Menschen nach ihrem vierzigsten Lebensjahr enorme Kreativitätsschübe entwickeln können, während die bisherige Forschung behauptet hatte, dass in diesem Lebensabschnitt die menschliche Kreativität extrem zurückfalle.
Max Kläger veröffentlichte seit 1956 mehr als 80 wissenschaftliche Beiträge in deutschen und internationalen Zeitschriften, Sammelbänden und eigenen Büchern. Neben den o. g. Forschungsschwerpunkten beschäftigte er sich u. a. auch mit dem Begriff und den Kriterien künstlerischer Begabung.
Kläger stiftete 2008 der Bibliothek der Pädagogischen Hochschule Heidelberg seine in langen Jahren aufgebaute internationale Sammlung von Bilderbüchern, in deren Mittelpunkt die spielerisch-künstlerische Vermittlung von Buchstaben und Zahlen für Kleinkinder steht.

## Ehrungen und Auszeichnungen
- 1990: Bundesverdienstkreuz am Bande des Verdienstordens der Bundesrepublik Deutschland
- 1996: Edwin-Ziegfeld-Preis des amerikanischen Kunstpädagogenverbandes United States Society for Education through Art für seine international bedeutsamen Leistungen
- 2000: Österreichisches Ehrenkreuz für Wissenschaft und Kunst I. Klasse

## Monografien
- 1969: Schrift und Typographie im Unterricht, München: Don Bosco.
- 1972: Das Neue Malbuch I und II. Nürnberg: Faber Castell.
- 1974: Das Bild und die Welt des Kindes. Ein monografischer Bericht über die Bilder zweier Kinder vom 2. bis zum 14. Lebensjahr. München: Moos.
- 1975: Bild und Buchstaben, Schriftgestaltung im Unterricht, Ravensburg: Otto Maier; Letters Type and Pictures – Teaching Alphabets Through Art, New York: Van Nostrand Reinhold 1975.
- 1978: Jane C., symbolisches Denken in Bildern und Sprache. Das Werk eines Mädchens mit Down-Syndrom in Le Fil D’Ariane, München/Basel: Ernst Reinhardt.
- 1990: Phänomen Kinderzeichnung. Manifestationen bildnerischen Denkens, Baltmannsweiler: Schneider.
- 1992: Malen und Zeichnen (Reihe „Kindertagesstätte“), München: Don Bosco.
- 1992: Krampus: Die Bilderwelt des Willibald Lassenberger. Ein behinderter Künstler in der evangelischen Stiftung de La Tour. Baltmannsweiler: Schneider.
- 1993: Die Vielfalt der Bilder. Kunstwerke entwicklungsbehinderter Menschen. (Hrsg.), Stuttgart: Wittwer.
- 1997: Verständnis für Kinderkunst: Ordnungsprinzipien bildnerischen Handelns. Baltmannsweiler: Schneider.
- 1999: Kunst und Künstler aus Werkstätten: Eigenarten, Status, Pflege; Baltmannsweiler: Schneider.
- 2002: Die Kunst des Christoph Eder in der Stiftung de La Tour, Baltmannsweiler:Schneider.
- 2005: Die Zeichnungen des Christoph Eder – Beispiele ornamentalen Ausdruckgestaltens, Baltmannsweiler: Schneider.
- 2008: Texte und Zeichen – Jürgen Ceplak und Dieter Fercher – Kunstwerkstatt de La Tour, Baltmannsweiler: Schneider.